# 涅科烏茲區

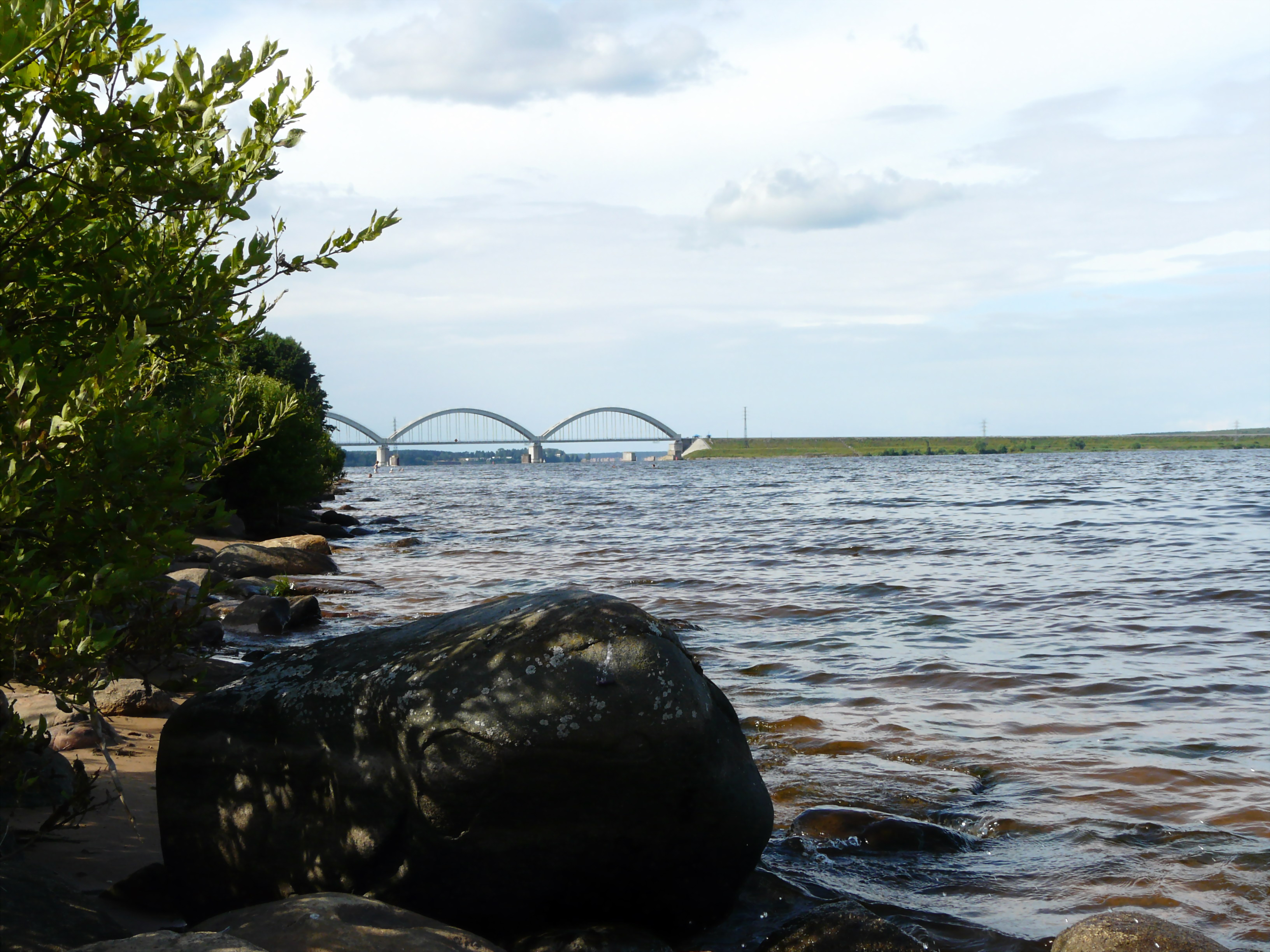

57°54′17″N 38°04′02″E / 57.90472°N 38.06722°E
涅科烏茲區（俄语：Некоузский район），是俄羅斯的一個區，位於該國西部，由雅羅斯拉夫爾州負責管轄，面積1,954.3平方公里，2010年人口15,688，人口密度每平方公里8.03人。